# Agorafobia
Agorafobia é um transtorno de ansiedade caracterizado pelos sintomas de ansiedade em situações onde a pessoa percebe os ambientes serem inseguro com um jeito difícil para escapar. Essas situações podem incluir trânsito público, shopping centers, multidões e filas, ou simplesmente estar fora de suas casa por conta própria. Sendo que essas situações podem resultar em um ataque de pânico. Aquelas pessoas afetadas irão para longas distâncias para evitar essas situações. Em casos severos, as pessoas podem se tornarem completamente inaptas para sair de duas casa.
Acredita-se que a agorafobia deve ser uma combinação de fatores genéticos e ambientais. Essa condição geralmente ocorrem em eventos familiares, estressantes ou traumáticos como a morte de um parente ou sofrer um ataque pode gerar um gatilho. No DSM-5, a agorafobia é classificada como uma fobia juntamente com fobias específicas e fobia social. Outras condições que podem produzir sintomas similares, incluem transtorno de ansiedade de separação, transtorno de estresse pós traumático e transtorno depressivo maior. O diagnóstico da agorafobia tem se mostrado ser  uma comorbidade com depressão, abuso substancial e idealização suicida.
Sem o tratamento, é incomum para a agorafobia ser resolvida. O tratamento é tipicamente com um tipo de aconselhamento chamado terapia cognitivo comportamental (TCC). A resolução com o TCC tem resultados em metade das pessoas. Em algumas instâncias, Aqueles com um diagnóstico de agorafobia deve ser receitados benzodiazepínicos e ansiolíticos.
A agorafobia afeta cerca de 1,9% dos adultos. Mulheres são afetadas cerca de duas vezes mais frequentes que homens. A condição é rara em crianças, alguns começam na adolescência ou na primeira fase adulta, e se torna mais comum aos 65 anos ou mais.

## Etimologia
O termo agorafobia foi cunhado na Alemanha em 1871 pelo psicólogo pioneiro alemão Karl Friedrich Otto Westphal (1833-1890), em seu artigo "Die Agoraphobie, eine neuropathische Erscheinung". Archiv für Psychiatrie und Nervenkrankheiten, Berlin, 1871–72; 3: 138–161. É derivado do grego ἀγορά (agorá), que significa 'local de reunião' ou 'local de negociação' e -φοβία (-phobia), que significa 'medo'.

## Sinais e sintomas
A agorafobia é uma condição onde os indivíduos se tornam ansiosos em um ambiente não familiar ou onde eles percebem que tem um pequeno controle. Gatilhos para sua ansiedade podem incluir espaços abertos, multidões (ansiedade social) ou viagem (mesmo distâncias pequenas). Agorafobia é normalmente, mas não sempre, composto por um medo de vergonha social, como uma pessoa vive com os medos da agorafobia, o desenvolvimento de um ataque de pânico e aparição angustiada em público. A maior parte do tempo eles evitam essas áreas e se mantém confortáveis em um espaços conhecidos e controláveis, usualmente suas casa.
A agorafobia também é definida como "um medo, algumas vezes aterrorizante, por aqueles que tenham presenciado um ou mais ataque de pânico". Nesses casos, o paciente é temoroso a um local particular porque eles tem previamente presenciado um ataque de pânico no mesmo local. Temendo o início de outro ataque de pânico, o paciente é temoroso ou evita um local. Alguns se recusam sair de suas casas em emergências médicas porque o medo de estar fora das suas áreas de conforto é muito grande.
A pessoa com essa condição pode algumas vezes ir para grandes distâncias para evitar locais onde eles tenham presenciado o início de um ataque de pânico. Agorafobia, como descrito dessa maneira, é um sintoma profissional verificar quando fazem um diagnóstico de transtorno do pânico. Outras síndromes como transtorno obsessivo compulsivo ou transtorno de estresse pós-traumático pode também causar a agorafobia. Qualquer medo irracional que se mantenha quando for para fora pode causar os sintoma.
As pessoas com agorafobia pode experimentar temporariamente transtorno de ansiedade de separação quando certos indivíduos da partida de domicílio para residência temporária, como os pais ou cônjuge, ou quando eles deixam suas casas sozinhas. Essas situações podem resultar em uma aumento da ansiedade ou um ataque de pânico ou sentimento que precisa se separar da família ou amigos.
As pessoas com agorafobia algumas vezes tem medo em esperar ao ar livre por longos períodos; esse sintoma pode ser chamado de "macrofobia".

### Ataques de pânico
Pacientes com agorafobia podem experimentar ataques de pânico repentinos quando viajam para lugares onde eles temem que não tenham controle, ajuda seria difícil de obter, ou eles poderão estar constrangidos. Durante o ataque de pânico, a epinefrina é liberada em grandes quantidades, acionando a resposta natural de luta ou fuga. Um ataque de pânico tem um início abrupto, chegando à intensidade máxima entre 10 a 15 minutos, e raramente ultrapassa os 30 minutos. Os sintomas de um ataque de pânico incluem palpitações, batimento cardíaco rápido, sudorese, tremores, náusea, vômito, vertigem, aperto na garganta e dificuldade de respirar. Muitos pacientes reportam um medo de morrer, medo de perder o controle das emoções ou medo de perder o controle.

## Causas
Acredita-se que a agorafobia deve ser uma combinação de fatores genéticos e ambientais. Essa condição geralmente ocorrem em eventos familiares, estressantes ou traumáticos como a morte de um parente ou sofrer um ataque pode gerar um gatilho.
Pesquisas não concluíram que haja uma ligação entre a agorafobia e dificuldades com orientação espacial. Indivíduos sem agorafobia são capazes de manter-se equilibrados pela combinação de informação pelos seus sistema vestibular, sistema visual e propriocepção. Um número desproporcional agorafóbicos tem a função vestibular fraca e consequentemente confiam mais em seus sinais visual e tátil. Eles podem ficar desorientados quando os sinais visuais estão escassos (como em espaços amplos) ou esmagador (como um multidões). Além disso, eles podem se confundir com superfícies inclinadas ou irregulares.

Em um estudo em realidade virtual, os agorafóbicos mostraram mais dificuldade em integrar mudanças sensoriais quem os não agorafóbicos, e são "mais sensíveis para conflitos sensoriais" que a população geral.

### Indução pela substância
O Uso crônico de tranquilizantes e soníferos, assim como benzodiazepínicos tem sido ligados ao início da agorafobia. Em  pacientes que tenham desenvolvido agorafobia durante a dependência de benzodiazepínicos, os sintomas diminuem com o primeiro ano de desmame assistido. Similarmente, os transtornos do abuso de álcool são associados ao pânico, com ou sem agorafobia; essa associação pode acarretar efeitos prolongados do consumo de álcool, causando uma distorção na química do cérebro.
O uso de tabaco pode também estar associado com o desenvolvimento e agravamento da agorafobia. frequentemente com transtorno do pânico; é incerto como o uso de tabaco resulta em ansiedade e pânico, com ou sem sintomas de agorafobia, mas os efeitos diretos da dependência de nicotina ou os efeitos do tabagismo na respiração tem sido sugeridos como possíveis causas. A automedicação ou a combinação de fatores podem também explicar a associação entre o tabagismo e agorafobia e pânico.

### Teoria do apego
Alguns acadêmicos tem explicado a agorafobia como uma déficit de apego, i.e., a perda temporária da habilidade de tolerar a separação espacial de uma base segura. Pesquisas empíricas recentes tem também ligado as teorias do apego e espacial à agorafobia.

### Teoria espacial
Em ciências sociais, um viés clinico percebido existe na pesquisa da agorafobia. Ramos das ciências sociais, especialmente a geografia, tem gradativamente se tornado interessada em qual o possível pensamento de um fenômeno espacial. Uma dessas abordagens liga o desenvolvimento da agorafobia na modernidade. Fatores que contribuem consideravelmente para a agorafobia na modernidade são a ubiquidade dos carros e urbanização.  Esses fatores tem ajudado a desenvolver a expansão do espaço público e a restrição do espaço privado, por conseguinte um conflito na mente dos indivíduos com agorafobia.

### Perspectivas evolutivas
Alguns modelos evolutivos propõem que a agorafobia - assim como outras fobias específicas - podem estar enraizadas em mecanismos adaptativos que ajudam precocemente os humanos a evitarem as ameaças em ambientes abertos e não usuais. - A partir desse ponto de vista, o medo e comportamento de esquiva poderão terem sido seletivamente favorecidos se eles tiveram a sobrevivência assistida - por exemplo,  para incitar os indivíduos a afastar de ambientes potencialmente perigosos ou minimizar a exposição de predadores e patógenos. De acordo com os modelos de preparação, os sistemas defensivos dos humanos são especialmente sensíveis a traços ligados à ameaças e pode rapidamente ficar fortes, associações duradouras de medo com eles. Na vida moderna, como as defesas podem se tornar incompatíveis para os ambientes relativamente de baixo risco, produzindo respostas de ansiedade desproporcionais.
Outro ponto de vista na psicologia evolutiva é que a agorafobia primária é mais incomum sem ataques de pânico, podem ser devido a um mecanismo diferente para a agorafobia com ataques de pânico. A agorafobia primária sem ataques de pânico pode ser uma fobia específica explicada, uma vez que tenha sido evolutivamente vantajosa para evitar exposição, em espaços amplos, abertos e sem cobertura ou camuflagem. A agorafobia com ataques de pânico pode ser uma resposta secundária  de prevenção para os ataques de pânico, devido ao medo de situações em que ocorrem os ataques de pânico.

## Diagnóstico
A maioria das pessoas que se apresentam aos especialistas em saúde mental desenvolvem agorafobia após o início do transtorno de pânico. A agorafobia é melhor interpretada como uma resultado comportamental adverso de ataques de pânico repetidos e ansiedade subsequente e preocupação som esses ataques que conduz para umas situações de fuga onde o ataque de pânico poderá ocorrer. O tratamento precoce do transtorno de pânico pode frequentemente prevenir a agorafobia. A agorafobia é tipicamente determinada quando os sintomas são piores que o transtorno de pânico, mas também não encontra o critério para outras transtornos mentais, como a depressão.

### Agorafobia sem histórico de transtorno de pânico
A agorafobia sem um histórico de transtorno de pânico (também chamado de agorafobia primária) é um transtorno de ansiedade onde o indivíduo com o diagnóstico não se encontra no critério do DSM-5 para transtorno de pânico. A agorafobia se desenvolve como um resultado do transtorno de pânico. Em um pequena minoria dos casos, contudo, a agorafobia pode se desenvolver por si mesmo sem ação de gatilho, pelo início dos ataques de pânico. A agorafobia pode ser causada pelas experiencias traumáticas, como bullying ou abuso. Historicamente, Tem havido um debate em questão da agorafobia existir sem pânico genuinamente, ou se foi simplesmente uma manifestação de outros transtornos como o transtorno de pânico, transtorno de ansiedade generalizada, transtorno de personalidade evitativa e fobia social. Um pesquisador disse: "de 41 agorafóbicos vistos (em uma clínica) durante o período de 1 ano, somente 1 se encaixa no diagnóstico de agorafobia sem ataques de pânico, e mesmo que essa classificação particular foi questionável... Não se espera ver muitos agorafóbicos sem pânico". Apesar desse ceticismo precoce, o pensamento atual é que a agorafobia sem transtorno de pânico é realmente válido, a única enfermidade que passou grande parte despercebida, uma vez que aqueles com a condição são muito menos propensos a procurar tratamento clínico.
De acordo com o DSM-IV-TR, um manual largamente usado para diagnosticar transtornos mentais, a condição é diagnosticada quando a agorafobia está presente sem transtorno de pânico, onde os sintomas não são causados ou são irracionais para um problema médico subjacente ou influencia farmacológica. O DSM-5 dissocia agorafobia e transtorno de pânico, fazendo-os transtornos separados que podem ser diagnosticados juntos.

## Tratamentos

### Terapia
A [./Https://en.wikipedia.org/wiki/Systematic_desensitization dessenbilização sistemática] pode prover alívio duradouro para a maioria dos pacientes com transtorno de pânico e agorafobia. O desaparecimento da agorafobia evitativa residual e subclínica, e não simplesmente os ataques de pânico, deve ser o alvo da terapia expositiva. Muitos pacientes podem lidar com a exposição mais fácil se eles estão em companhia de um amigo em quem eles podem confiar. Nessa abordagem, é sugerido que as pessoas sendo tratadas continuem na situação que provoquem ansiedade até os sintomas tenham diminuído, porque se eles tenham deixada a situação, a respostada fobia não diminuirá e pode mesmo avançar.
Um tratamento de exposição relatado é a exposição in vivo, um método de terapia cognitivo comportamental, que expõem os pacientes gradualmente às situações ou objetos temidos. Esse tratamento foi largamente efetivo com um tamanho de efeito de d= 0,78 a d= 1,34, e esses efeitos foram mostrados pelo aumento ao longo do tempo, provando que o tratamento tem eficácia a longo prazo (acima de 12 meses após o tratamento).
As intervenções psicológicas em combinação com tratamentos farmacêuticos foram, no geral, mais efetivos que os tratamentos envolvendo simplesmente  algum TCC ou farmacêuticos. Pesquisas futuras não houve efeito significativo entre o grupo que usa TCC versus indivíduos que usa TCC.
A reestruturação cognitiva tem  provado útil também no tratamento de agorafobia. Esse tratamento envolve aconselhar um participante através de uma discussão dianoética, com a intenção de substituir as crenças irracionais, contra produtivas com mais crenças factuais e benéficas.
Técnicas de relaxamento são técnicas comumente usadas no agorafóbico para se desenvolver, como eles podem ser usados para interromper ou prevenir sintomas de ansiedade e pânico.
Psicoterapia por videoconferência (VCP) é uma modalidade emergente usada para tratar vários transtornos em um método remoto. Similar às intervenções tradicionais cara a cara, o VCP pode ser usado para administrar o TCC.
A terapia de realidade virtual simulada por computador tem sido sugerido para ajudar pessoas com psicose e agorafobia a administrar suas evasões de ambientes ao ar livre. Na terapia, o usuário coloca um headset e um personagem virtual prover conselhos e orientações psicológicos para eles de como explorar ambientes simulados (como um café ou uma rua movimentada).

### Medicações
Medicações antidepressivas mais comuns usadas para tratar transtornos de ansiedade são principalmente inibidor seletivo de recaptação de serotonina, benzodiazepínicos, inibidores de monoamina oxidase e  antidepressivo tricíclico são também algumas vezes prescritos para tratamento de agorafobia. Antidepressivos são importantes porque alguns têm efeitos ansiolíticos. Os antidepressivos devem ser usados em conjunto com a exposição como forma de auto ajuda ou com terapia cognitivo comportamental. Uma combinação de medicamento e terapia cognitivo comportamental é algumas vezes o tratamento mais efetivo para agorafobia.

### Medicina alternativa
A dessenbilização e reprocessamento por movimentos oculares (EMDR) tem sido estudado como um possível tratamento para agorafobia, com resultados deficientes. Por isso, o EMDR é somente recomendado em casos onde abordagens cognitivo comportamental tem provado ineficiente ou em casos onde a agorafobia tem desenvolvido trauma seguinte.
Muitas pessoas com transtornos de ansiedade se beneficiam para entrar em uma auto ajuda ou grupo de apoio (grupos de apoio de conferência por telefone ou grupos de apoio online sendo sendo de ajuda particular para a indivíduos completamente confinados em casa). Compartilhar problemas e conquistas com os outros, bem como compartilhar várias ferramentas de auto ajuda, são atividades comuns nesses grupos. Em particular, técnicas de gerenciamento do estresse e vários tipos de técnicas de meditação pode ajudar com transtornos de ansiedade acalmam eles mesmos e pode melhorar os efeitos da terapia, como pode servir para os outros, qual pode distrair da autoabsolvição que tende a ir com problemas de ansiedade. Também, evidências preliminares sugerem que exercício aeróbico pode ter um efeito calmante. Desde cafeína, até certas drogas ilícitas, e mesmo alguns medicamentos contra febre pode agravar os sintomas de transtornos de ansiedade, eles devem ser evitados.

## Epidemiologia
Agorafobia ocorre normalmente cerca de duas vezes em mulheres do que em homens. A idade de início é tipicamente na faixa dos 20 anos, e pode ocorrer em qualquer idade.
Transtorno de pânico com ou sem agorafobia afeta aproximadamente 5,1% dos americanos, em torno de 1/3 da população com transtorno de pânico tem agorafobia como comorbidade. è incomum ter agorafobia sem ataques de pânico, com somente 0,17% das pessoas com agorafobia não apresenta transtornos de pânico também.

## Sociedade e cultura
Casos notáveis
- Woody Allen, ator, diretor, musico[60]
- Isaac Asimov, escritor de ficção científica, supostamente tem um caso leve de agorafobia[61][62][63][64]
- Kim Basinger, atriz[65]
- Earl Campbell, jogador de futebol americano player[66]
- Macaulay Culkin, ator[67]
- Paula Deen, chef, autora e personalidade de televisão[68]
- H.L. Gold, editor de ficção científica[69]
- Daryl Hannah, actress[70]
- Miranda Hart, atriz e comediante[71]
- Howard Hughes, aviador, industrialista, produtor de filmes e filantropo[72]
- Olivia Hussey, atriz[73][74]
- Shirley Jackson, escritora[75][76]
- Elfriede Jelinek, escritora, ganhadora do Prêmio Nobel de Literatura em 2004[77]
- Mike Patton, musico[78]
- Bolesław Prus, jornalista e novelista[79]
- Peter Robinson, músico[80]
- Barbra Streisand, cantora e compositora[81]
- Ben Weasel, cantor e compositor[82]
- Brian Wilson, cantor e compositor[83]

## Leituras futuras
- Agoraphobia Without a History or Panic Disorder May Be Part of the Panic Disorder Syndrome. Journal of Nervous & Mental Disease, 190(9):624–630, September 2002.
- The Relationship of Agoraphobia and Panic in a Community Sample of Adolescents and Young Adults.

## Links externos
- Anxiety Disorders Association of America Information for families, clinicians & researchers
- Anxiety Disorders Association of Canada Registered Canadian non-profit organization, promotes prevention, treatment & management of anxiety disorders
- ANXIETY UK (Formerly the National Phobics Society) Nationally registered charity in the UK; provides information, support & understanding
- The Phobic Trust (Of New Zealand) Registered charitable trust in New Zealand; provides information about treatment, education & support to people with anxiety disorders
- South African Depression and Anxiety group (National Charity) Counseling, mental health awareness programs: media & public speaking outreach & rural outreach initiatives
- Self help guide (NHS Direct)